# Eomorphopus granulatus
Eomorphopus granulatus är en insektsart som beskrevs av Hancock, J.L. 1907. Eomorphopus granulatus ingår i släktet Eomorphopus och familjen torngräshoppor. Inga underarter finns listade i Catalogue of Life.